# Apocalypse (comics)
Pour les articles homonymes, voir Apocalypse (homonymie).

Logo de la série Apocalypse.

En Sabah Nur, alias Apocalypse est un super-vilain évoluant dans l'univers Marvel de la maison d'édition Marvel Comics. Créé par la scénariste Louise Simonson et le dessinateur Jackson Guice, le personnage de fiction apparaît pour la première fois dans le comic book X-Factor #5 en juin 1986.

## Biographie du personnage

### Origines
Apocalypse est un mutant apparemment immortel (ses origines remontent au temps des pharaons), obsédé par la théorie de Darwin et qui pense que seuls les plus forts doivent survivre. Il aurait vécu il y a plusieurs milliers d'années, même s'il a passé la majeure partie d'entre elles dans un état d'hibernation. Il est un puissant ennemi des X-Men, et en particulier de Cable et de X-Man. Dans ses plans, il fait souvent usage de haute technologie, comme transformer Angel en l'un de ses Quatre Cavaliers équipé d'ailes mécaniques ou infecter le fils de Cyclope avec un « virus techno-organique ».
La rumeur voulait qu'Apocalypse soit un Externel. Les Externels sont des mutants immortels. Mais cela n'a pas été prouvé, et Séléné a dit le contraire.

### Le passé
Le futur Apocalypse voit le jour au XXXe siècle av. J.-C. en Ancienne Égypte, près d'Akkaba, un village des environs de la vallée des Rois. Né laid et difforme, il est abandonné dans le désert puis recueilli par Baal des Sables Pourpres (en), le chef d'une horde nomade. Celui-ci sent le potentiel de l'enfant et veut en faire un dieu. Il le nomme En Sabah Nur (« le Premier », « la lumière du matin » en arabe). En Sabah Nur apprend vite les règles de la tribu : vivre ou mourir. C'est ainsi qu'il adopta cette philosophie spencérienne.
Alors qu'il a 17 ans, l'armée du général Ozymandias (en) attaque le campement. Baal et En Sabah sont les seuls à survivre. Ils se réfugient dans une grotte, mais Baal est écrasé par des rochers. En Sabah retourne à la surface mais est fait esclave. Il est présenté devant le pharaon Rama-Tut (le futur Kang) et refuse de le servir. Rama-tut lui tire dessus, avec une arme futuriste. Laissé à l'agonie dans le désert, En Sabah découvre ses pouvoirs mutants. Il prend le contrôle de l'empire dès que Rama-tut disparaît dans le temps.
Pendant plusieurs siècles, il voyage dans le monde (en Inde, en Grèce et même en Amérique du Sud), où plusieurs nations le vénèrent comme un dieu.
Des siècles plus tard, il découvre un vaisseau extraterrestre écrasé dans une plaine de Mongolie. Le vaisseau était une création des Célestes, et était gardé par l'Externel Saul (en). Apocalypse le défie et réussit à entrer dans le vaisseau. À l'intérieur, son génome est transformé et amélioré par les machines des Célestes. À l'époque, il est l'être le plus puissant du monde. C'est à cette période qu'il rencontra Cable pour la première fois. Il ne connaissait pas le voyageur venu du lointain futur, mais ce dernier savait ce qu'il ferait dans quelques milliers d'années. Cable lui fait sauter la tête d'un coup de pistolet, pensant avoir anéanti la menace future. Mais Ozymandias emmène le corps du tyran dans le vaisseau des Célestes pour lui permettre de revenir à la vie.
Au cours des troisièmes croisades au XIIe siècle, il rencontra le croisé Paris Du Bennett, et réveille son gène mutant. Se montrant assez fort, Paris est téléporté par Nur sur son vaisseau et transformé en Exodus. Après avoir capturé Circé et le Chevalier noir (Dane Whitman) qui voyageaient dans le temps, Nur ordonna à Exodus de le détruire. Exodus a refusé et s'est retourné contre Nur, le qualifiant de "faux dieu". Bennett se rebelle contre son « maître » mais est vaincu. Il est alors placé en hibernation jusqu'à ce que Magnéto le découvre au XXe siècle.
Il passe le reste de son temps en animation suspendue. Il se réveille une fois, en Angleterre, où il rencontra Nathaniel Essex, qu'il transforme en Mister Sinistre. Mais Essex se rebelle et parvient à l'empoisonner, le forçant à retourner en hibernation.
En 1459, à l'aide de quatre cavaliers, il assemble une armée pour s'emparer du pays de Vlad Tepes (le futur Dracula), qu'il affronte en combat singulier.

### Le présent
Apocalypse se réveille le jour où Cable arrive dans le présent, mais il reste caché. On sait juste qu'il transforme Moses Magnum en être super-puissant. Il connaît plusieurs conflits avec les premiers X-Men, connus alors sous le nom de Facteur-X. Il forme ses serviteurs : l'Alliance du Mal et les Cavaliers.
Quand Angel perd ses ailes, Apocalypse lui propose de lui en faire de nouvelles. Warren accepte et devient Archangel, le cavalier de la Mort. Il se rebelle un peu plus tard et Facteur-X chasse Apocalypse. Ce dernier abandonne alors son vaisseau, qui servira de quartier général à l'équipe mutante.
Plus tard, Apocalypse infecte Nathan, le fils de Cyclope, avec un virus techno-organique dérivé de la technologie alien qui l'avait transformé dans le passé. Nathan est envoyé dans le futur pour être sauvé par les Askani, où il devient le guerrier Cable.
Apocalypse affronte encore une fois les X-Men, X-Force et Facteur-X, quand le clone de Cable, Stryfe voyage dans le présent pour assassiner le Professeur Xavier, en faisant accuser son modèle. À la fin de l'aventure, sur sa base lunaire, les Dark riders se retournent contre leur maître. Apocalypse est laissé pour mort par Archangel.
On ne sait pas comment il réussit à survivre. Mais son pouvoir de robotisation semble en être la clef, car il s'équipe par la suite de puissantes armures de combat.

### L'Ère d'Apocalypse (1995-1996)
Quand Légion fait un bond dans le passé pour supprimer Magnéto, c'est Charles Xavier qui est tué, et tout le présent s'en trouve changé. Son "futur père" mort, Légion cesse d'exister. Et Jean Grey ne fut jamais possédée par le Phénix.
Apocalypse commence sa guerre de survie du plus fort 10 ans avant, et il réussit à s'emparer du monde et à dominer les humains à l'aide d'une armée d'Infinis, des soldats clonés, et de ses 4 Cavaliers. La ville de New York devient l'île d'Apocalypse et sa statue remplace la Statue de la Liberté.
Ses principaux ennemis sont alors les résistants, les X-Men, menés par un Magnéto bien différent de celui de l'univers Marvel. Parmi ces rebelles mutants, on retrouve Malicia (femme de Magneto), Wild Child, Dents de Sabre, Iceberg, Tornade, Bishop, Jean Grey, Husk, Chamber...
Apocalypse a un fils, Holocauste, une véritable machine de guerre.
À la fin de la guerre, le cristal M'Kraan, qui maintenait l'existence de cette réalité, est détruit, et l'Ère d'Apocalypse cesse d'exister, avec tout ce qu'elle contenait. Seuls quelques individus survécurent, aspirés par la réalité de l'Univers Marvel "standard".
Parmi eux, on retrouve : 
- Bishop, qui retrouve alors la réalité « normale » ;
- Holocauste ;
- Nate Grey, le clone créé par Mister Sinistre à partir des ADN de Cyclope et Jean Grey ;
- Dark Beast, atterrissant 20 ans avant les autres, et créant la communauté des Morlocks ;
- Le Confiseur, qui va installer son pouvoir sur Genosha ;
- Blink et Dents de Sabre, qui passent de réalité en réalité, avec les Exilés et Weapon X.

### Les Douze (2000)
Apocalypse recrute l’incroyable Hulk pour en faire son Cavalier Guerre, bien que la volonté indomptable du titan vert lui permit de dépasser sa programmation et d'échapper à l’asservissement d’Apocalypse.
Il réapparaît une fois, pour faire de Wolverine ou de Dents-de-sabre un de ses nouveaux Cavaliers. C'est Wolverine qui gagne l'affrontement, et Apocalypse lui greffe l'adamantium repris à Dents de Sabre. Puis Wolverine parvient à se libérer de son emprise.
La dernière histoire où Apocalypse est le grand vilain a été publiée en 2000. Dans cette aventure, les X-Men sont à la recherche des carnets de Destinée, la mutante visionnaire. Ses carnets parlent des Douze, 12 êtres aux grands pouvoirs qui pouvaient vaincre Apocalypse une fois pour toutes. Ces carnets ne sont en fait que des faux, écrits par Apocalypse pour piéger les Douze. Il réussit à les piéger et comptait se servir de leur puissance réunie pour devenir une déité, comme les Célestes.
Les Douze étaient : 
- Magneto et sa fille encore cachée Polaris, représentant les pôles.
- Tornade, Feu du Soleil et Iceberg, représentant les éléments
- Cyclope, Jean Grey et Cable, représentant la puissance des pouvoirs et le lien familial.
- Bishop et Mikhail Rasputin, représentant le temps et l'espace.
- Le Professeur Xavier représentant l'esprit
- et le Monolithe Vivant, représentant le cœur.

Apocalypse comptait canaliser les pouvoirs dans le Monolithe Vivant, puis les transférer dans le corps de Nate Grey, et enfin posséder son corps, le seul à pouvoir contenir son énergie vitale.
Mais Magnéto, affaibli, ne peut donner assez d'énergie à l'ensemble. Les Douze s'échappent au moment où Apocalypse allait transférer son essence. Mais Cyclope s’interpose alors que les deux mutants allaient fusionner, et semble sacrifier sa propre vie pour vaincre Apocalypse, qui fusionne alors avec l’X-Man en une créature hybride. Le monstre parvint à s'enfuir.
Plus tard, Jean Grey retrouve un Cyclope amnésique et affaibli dans le désert. Cable et Jean réussissent mentalement à libérer Scott, chassant l'esprit du mutant. Ce dernier survit sous forme astrale, mais Cable l'élimine avec son psimetière.

### Le retour d'Apocalypse (2006)
Récemment, Apocalypse revient à la vie dans un temple secret d'Akkaba, grâce à ses étonnantes facultés, l'aide de son serviteur Ozymandias, et les plans de Cable, qui ne désirait plus vraiment la mort de l'Externel. Il désirait en effet qu'Apocalypse revienne, non pas pour détruire l'Humanité, mais pour unir les mutants...
Apocalypse fait donc son retour, à bord d'un sphynx volant au-dessus de l'Institut Xavier, et tenta de rallier à sa cause les 198, en les faisant devenir dépendants d'un breuvage concocté avec son propre sang. Il trouve 4 nouveaux Cavaliers : Gazer (Guerre), Feu du soleil (Famine), Gambit (Mort) et Polaris (Pestilence). Mais, trahi par Ozymandias, il est battu par les X-Men et emporté dans un trou de l'espace-temps.

### Messiah War(2009)
On revoit En Sabah Nur dans une époque future, où Bishop avait pris en chasse Cable et sa jeune protégée, Hope. Bishop s'était allié avec une version alternative de Stryfe et l'avait emmené dans le futur, où tous deux se débarrassent de l'Externel, très affaibli par une période de cryo-sommeil. Toutefois, ce dernier survit à l'assassinat. Archangel est rappelé par son ancien maître, qui voulait mourir de ses mains, car il était trop faible. Mais Archangel l'épargne, en faisant preuve d'humanité. Apocalypse retrouve son vaisseau et récupère sa santé. Puis, tous deux rejoignent X-Force qui combattait Stryfe et Bishop. Finalement, Apocalypse terrasse Stryfe et l’emmène avec lui, épargnant Hope et la rendant à Cable, sur demande de son ancien Cavalier...

### La solution d'Apocalypse
On ignore encore comment mais la secte d'Akkaba dirigée par Ozymandias parvient à ressusciter Nur (grâce à des sacrifices rituels). Nur retrouve alors un corps d'enfant, endoctriné et protégé par 4 nouveaux Cavaliers. Deadpool retrouve sa trace et X-Force partit sur la Lune pour éliminer le tyran mutant, encore innocent. Psylocke, Angel et Wolverine ne peuvent se résoudre à le tuer, et c'est finalement Fantomex qui l'abat d'une balle en pleine tête.

## Pouvoirs et capacités
Grâce à diverses technologies extraterrestres, Apocalypse a pu accroître les pouvoirs qu'il possédait déjà en tant que mutant. Cela lui a également permis d'obtenir des capacités supplémentaires, qui ne sont liées qu'aux connaissances des civilisations dont il a acquis le savoir. Cet ensemble en fait l'un des mutants les plus puissants de la Terre.
En complément de ses pouvoirs, Apocalypse possède une expertise sur certaines domaines de la technologies et en biologie (notamment en génétique), bien supérieures à l'état d'avancement des sciences humaines actuelles.
- Lors de l'émergence de sa mutation, Apocalypse devint quasiment immortel, résistant aux ravages du temps et aux blessures.
- Il est capable d'altérer sa structure cellulaire grâce à la bio-armure qu'il porte en permanence.
- Il est capable de léviter en utilisant la télékinésie.
- Quand il fut amélioré par les machines des Célestes, ses capacités physiques s'accrurent ; sa force et son endurance sont désormais surhumaines.
- Même gravement blessé, il peut guérir en se plongeant dans un état comateux, ou bien il peut récupérer grâce à l'aide de machines d'origine extraterrestre.
- Il est capable de projeter des rayons d'énergie, et on l'a déjà vu se téléporter, avec d'autres personnes. Mais on ne sait pas si cela est du à sa mutation, son évolution ou grâce à un appareil technologique.

## Apparitions dans d'autres médias
Sauf indication contraire, les informations mentionnées dans cette section peuvent être confirmées par la base de données cinématographiques IMDb,  présente dans la section « Liens externes ».

### Films
Interprété par Brendan Pedder (es)

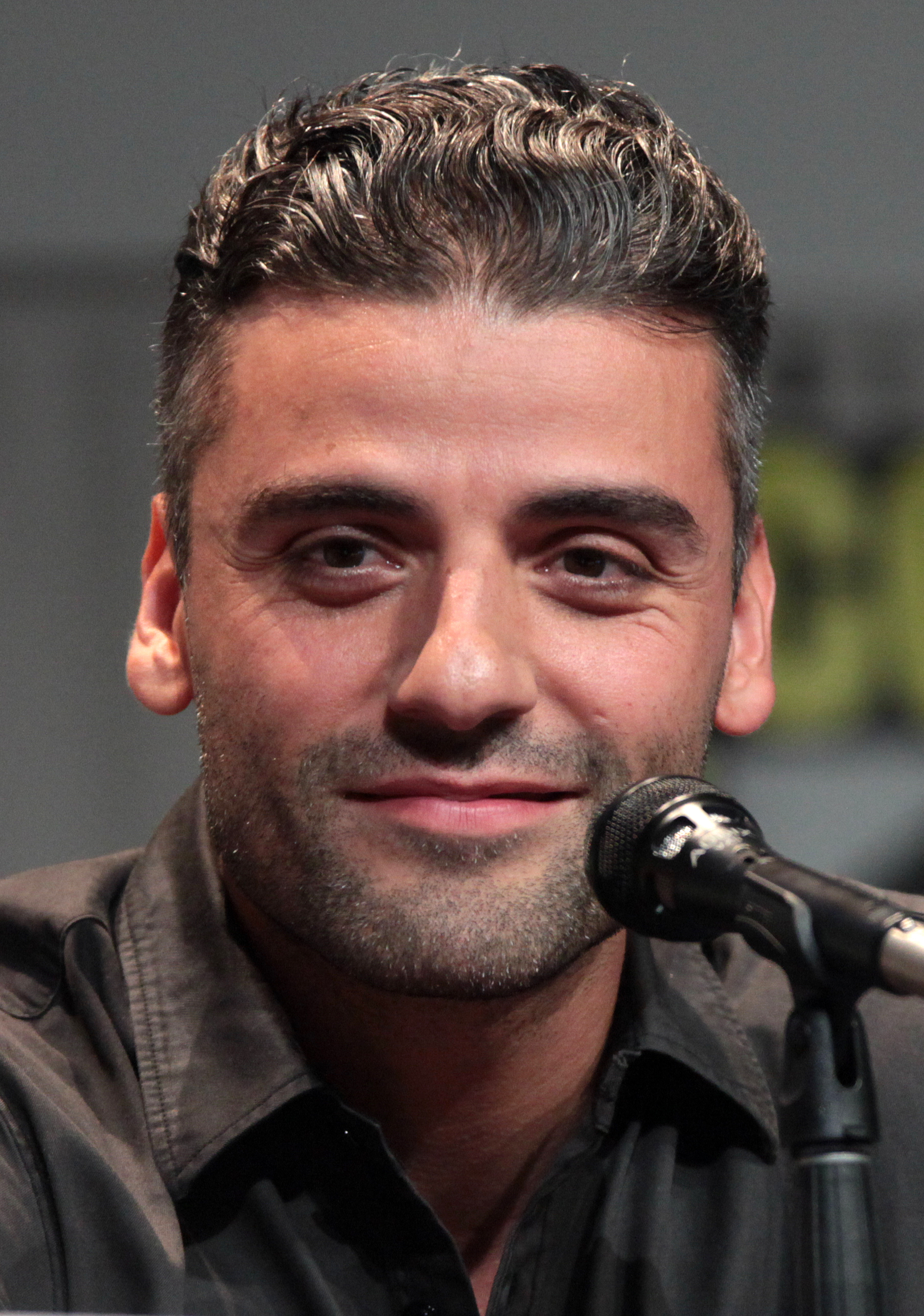
Oscar Isaac incarne Apocalypse dans X-Men: Apocalypse (2016).

- 2014 : X-Men: Days of Future Past de Bryan Singer. (scène post-générique)

Interprété par Oscar Isaac
- 2016 : X-Men: Apocalypse de Bryan Singer.

### Télévision
- 1992 : X-Men: The Animated Series (série d'animation)
- 2003 : X-Men: Evolution (série d'animation)
- 2024 : X-Men '97 (série d'animation)